# Pálháza
Pálháza je vas ali najmanjše mesto na Madžarskem, ki upravno spada v podregijo Sátoraljaújhelyi Županije Borsod-Abaúj-Zemplén.